# Crotalaria anningensis
Crotalaria anningensis är en ärtväxtart som beskrevs av X.Y.Zhu och Y.F.Du. Crotalaria anningensis ingår i släktet sunnhampor, och familjen ärtväxter. Inga underarter finns listade i Catalogue of Life.